# Эгейская цивилизация
Эгейская культура, Крито-Микенская культура. В зарубежной исторической периодике Эгейская цивилизация — общее название цивилизаций бронзового века в 3000—1000 гг. до н. э. на островах Эгейского моря, Крите, в материковой Греции и Малой Азии (Анатолия). Ранее использовавшийся термин крито-микенская цивилизация (культура) не вполне точен, так как хронологически и территориально охватывает лишь часть данной культуры.

## Открытие
Первые центры культуры открыты раскопками Генриха Шлимана в Микенах (1876), Артура Эванса на острове Крит (с 1899). С XIX века исследовано несколько сотен памятников: могильники, поселения, большие города типа Полиохни на острове Лемнос с каменной стеной высотой 5 м, Филакопи на острове Милос; царские резиденции — Троя, дворцы Крита (Кносс, Маллия, Фест), акрополь в Микенах.
Самые известные[кому?] археологические культуры этого периода — минойская, или критская, и микенская, по которым он и получил своё название, но есть также несколько локальных культур, в частности кикладская и эллинская.

## Периодизация
1. Крито-микенский период (конец III—II тыс. до н. э.): минойская и микенская цивилизации; возникновение первых государственных образований; развитие мореплавания; установление торговых и дипломатических контактов с цивилизациями Древнего Востока; возникновение оригинальной письменности. Для Крита и материковой Греции на этом этапе выделяются различные периоды развития, поскольку на острове Крит, где в то время обитало негреческое население, государственность сложилась раньше, чем в Балканской Греции, подвергшейся в конце III тысячелетия до н. э. завоеванию греков-ахейцев.
  1. Минойская цивилизация (Крит):
    1. Раннеминойский период (XXX—XXIII вв. до н. э.): господство родовых отношений, начало освоения металлов, зачатки ремесла, развитие мореплавания, сравнительно высокий уровень аграрных отношений.
    2. Среднеминойский период (XXII—XVIII вв. до н. э.; период «старых», или «ранних», дворцов): появление раннегосударственных образований в разных уголках острова, строительство монументальных дворцовых комплексов, возникновение ранних форм письменности.
    3. Позднеминойский период (XVII—XII вв. до н. э.): создание морской державы Миноса, объединение Крита, широкий размах торговой деятельности Крита в бассейне Эгейского моря, расцвет монументального строительства («новые» дворцы в Кноссе, Маллии, Фесте), активные контакты с древневосточными государствами. Стихийное бедствие середины XVI в. до н. э. (минойское извержение) становится причиной упадка минойской цивилизации, что создало предпосылки для завоевания Крита ахейцами.

  2. Элладская цивилизация (Балканская Греция):
    1. Раннеэлладский период (XXX—XXI вв до н. э.): господство в Балканской Греции родоплеменных отношений в среде догреческого населения, появление первых крупных поселений и протодворцовых комплексов.
    2. Среднеэлладский период (XX—XVII вв. до н. э.): расселение на юге Балканского полуострова первых волн носителей греческого языка — ахейцев, сопровождавшееся некоторым снижением общего уровня социально-экономического развития Греции; начало разложения родоплеменных отношений у ахейцев.
    3. Позднеэлладский период (XVI—XII вв. до н. э.; микенская цивилизация): возникновение раннеклассового общества у ахейцев; формирование производящей экономики в сельском хозяйстве; появление ряда государственных образований с центрами в Микенах, Тиринфе, Пилосе, Фивах и др.; формирование оригинальной письменности; расцвет микенской культуры. Ахейцы подчиняют Крит и уничтожают минойскую цивилизацию. В XII в. до н. э. в Грецию вторгается новая племенная группа — дорийцы, что влечёт гибель микенской государственности, начало греческих тёмных веков и следующего исторического периода.

Помимо данной, существуют и другие периодизации.

## Классификация культуры
Выделяется несколько локальных археологических культур (цивилизаций, которые входят в эгейскую цивилизацию):
- солунийская цивилизация,
- македонская цивилизация,
- западноанатолийская цивилизация (Троя, Бейджесултан, Лимантепе),
- элладская цивилизация,
- кикладская цивилизация,
- минойская цивилизация.
- микенская цивилизация

Хронологически эти цивилизации принято делить на три основных периода: ранний, средний и поздний; каждый период — на три субпериода (І, ІІ, III; например, раннеминойский І, среднесолунский ІІІ и так далее).

## Развитие цивилизации
Развитие эгейской цивилизации проходило неравномерно, её центры переживали эпохи падений и расцвета в разное время. Процесс формирования эгейской цивилизации был сложным и длительным:
- цивилизации западной Анатолии и Средней Греции возникли на основе местного неолита;
- на островах восточной части Эгейского моря большое влияние имела цивилизация Трои;
- западно-анатолийское влияние было сильным и на других островах.

Города, укреплённые стенами с башнями и бастионами, с общественными зданиями и храмами появились в западной Анатолии в 3000—2000 гг. до н. э.; укреплённые поселения в материковой Греции — в конце 2300—2000 гг. до н. э.; на Крите крепости не обнаружены.
Около 2300 до н. э. Пелопоннес и северо-западная Анатолия пережили вражеское вторжение, о чём свидетельствуют следы пожаров и разрушений в поселениях. Под влиянием захватчиков (возможно, индоевропейского происхождения) до 2000—1800 гг. до н. э. изменилась материальная культура материковой Греции, Трои, некоторых островов.
На Крите, не разрушенном захватчиками, продолжала развиваться минойская цивилизация; сначала в 2000—1800 гг. до н. э. появилась иероглифическая письменность, с 1800 до н. э. — линейное письмо А.
На Кикладах и Додеканесе развивались собственные культуры, хотя и испытавшие влияние минойской, но сохранявшие самобытные черты и, видимо, имевшие иное происхождение.
Средний бронзовый век (2000—1500 гг. до н. э.) — период наибольшей консолидации эгейской цивилизации, о чём свидетельствует определённое единство материальной культуры: керамики, металлических изделий и другого.
Около 1600 до н. э. вторжение в материковую Грецию новых племён (возможно, ахейцев), воины которых использовали боевые колесницы, положило начало возникновению небольших государств микенского периода около других центров — Микен, Тиринфа, Орхомена.

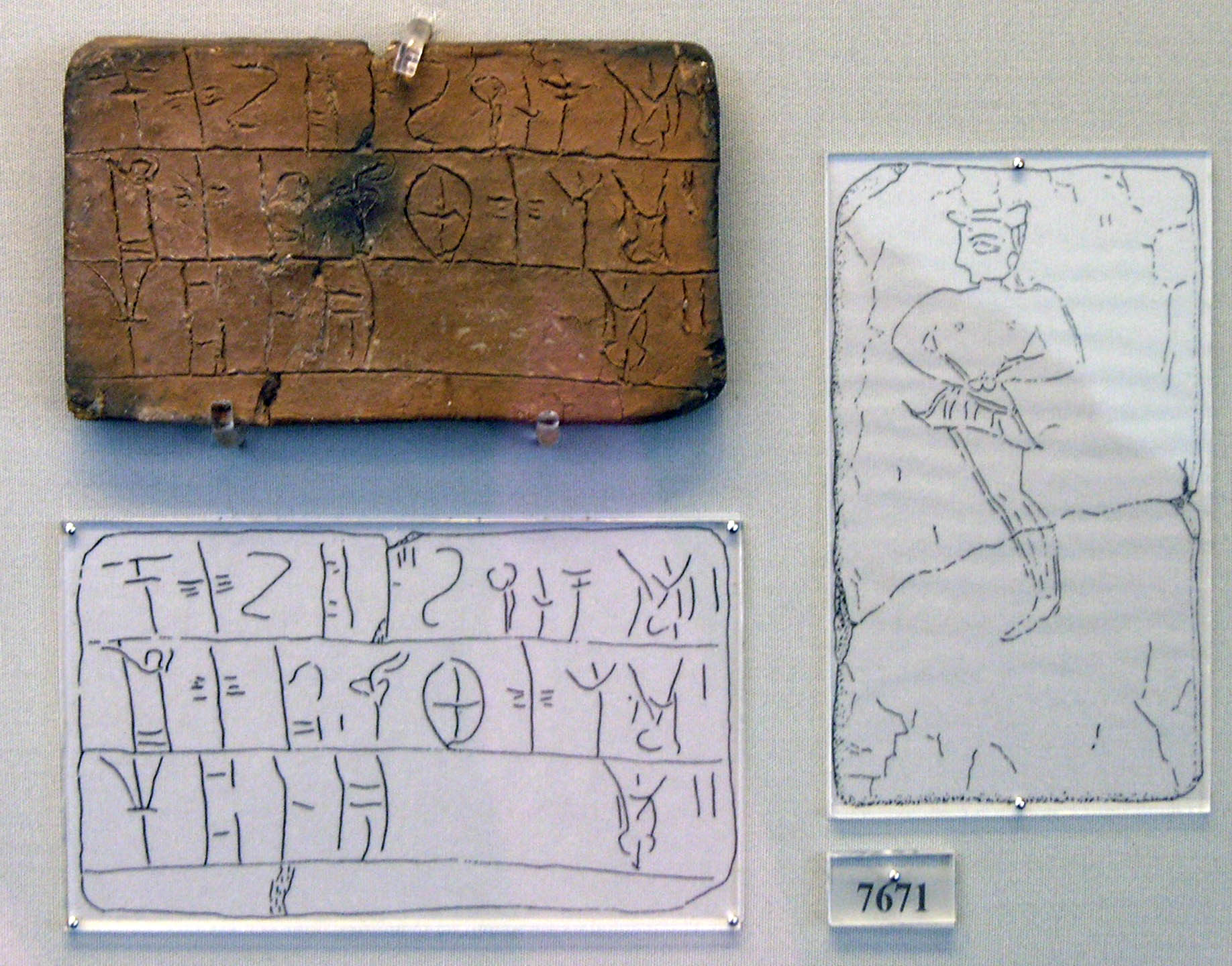
Пример линейного письма Б

Около 1470 до н. э. некоторые центры эгейской цивилизации (особенно Крит) пострадали от извержения вулкана Санторин. На Крите появилось ахейское (микенское) население, которое принесло новую культуру и линейное письмо Б.
С 1220 г. до н. э. эгейская цивилизация переживает глубокий внутренний кризис, что сопровождается вторжением дорийцев и «народов моря», приводя эгейскую цивилизацию к гибели.

## Искусство эгейской цивилизации
Эгейское искусство характеризуется переходом основной роли в его развитии от одной области Эгейского мира к другой, добавлением местных стилей, взаимосвязями с искусством Древнего Египта, Сирии, Финикии. В сравнении с художественными культурами Древнего Востока эгейское искусство отличается более светским характером.

### Кикладское искусство
Среди памятников 3000—2000 гг. до н. э. выделяется похоронная пластика Киклад — «кикладские идолы» — мраморные статуэтки или головы (фрагменты статуй) геометризованных, лаконичных, монументальных форм с чётко выраженной архитектоникой (скрипкоподобные фигуры, обнаженные женские статуэтки).

### Критское искусство

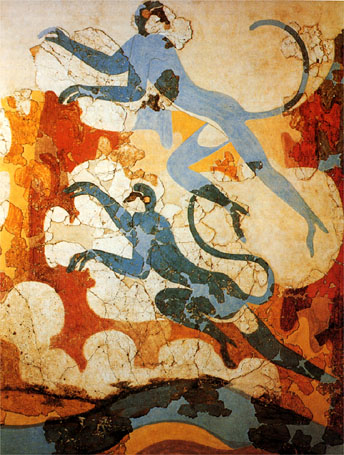
«Синие обезьяны». Фреска с Санторини

Приблизительно с 2300—2200 гг. до н. э. основным центром художественной культуры стал Крит (расцвет в 2000—1500 гг. до н. э.). Искусство Крита расширило влияние на Киклады и материковую Грецию. Наивысшие достижения критских зодчих — дворцы (открытые в Кноссе, Фесте, Маллии, Като-Закро), в которых сочетание больших горизонтальных площадей (дворы) и комплексов двух- или трехэтажных помещений, световых колодцев, пандусов, лестниц создает эффект красочного перетекания пространства, эмоционально богатый, насыщенный бесконечным многообразием впечатлений художественный образ. На Крите был создан своеобразный тип колонны, которая расширяется кверху. В изобразительном и декоративно-прикладном искусстве Крита орнаментально-декоративный стиль (2000—1700 гг. до н. э., достигший совершенства в росписи ваз камарес) сменяется в 1700—1500 гг. до н. э. больше конкретною и непосредственной передачей образов растительного и животного мира и человека (фрески дворца в Кноссе, вазы с изображением морских существ, производство мелкой пластики, торевтики, глиптики); к 1400 г. до н. э. (приблизительно, в связи с завоеванием ахейцами) нарастают условность, стилизация (фрески тронного зала и раскрашенный рельеф со стукко царя-жреца из дворца в Кноссе, вазопись дворцового стиля).

### Ахейское искусство
1700—1200 гг. до н. э. — период высокого расцвета искусства ахейской Греции. Города-крепости (Микены, Тиринф) строились на возвышенностях, с мощными стенами циклопичной кладки (из каменных глыб весом до 12 т) и планировкой в двух уровнях: нижний город (место обитания населения околиц) и акрополь с дворцом правителя. В архитектуре жилищ (дворцы и дома, как и на Крите, строились на каменных цоколях из самана с деревянными связками) складывается тип прямоугольного с портиком дома — мегарона, прообраза древнегреческого храма в антах. Лучше других раскопанный дворец в Пилосе. Выделяются круглые в плане купольные гробницы-толосы с т. н. ложным сводом и дромосом (гробница Атрея около Микен, 1400—1200 гг. до н. э.). Изобразительное и декоративно-прикладное искусство ахейской Греции испытывало сильное влияние искусства Крита, особенно в 1700—1500 гг. до н. э. (изделия из золота и серебра из шахтовых гробниц в Микенах). Местный стиль характеризуется обобщенностью и лаконичностью форм (рельефы на надгробных стелах шахтовых гробниц, похоронные маски, некоторая посуда из захоронений, как кубок Нестора). Искусство 1500—1200 гг. до н. э., как и Критское искусство, большое внимание уделяло человеку и природе (фрески дворцов в Фивах, Тиринфе, Микенах, Пилосе; вазопись, скульптура), но склоняется к стойким симметричным формам и обобщениям (геральдическая композиция с фигурами 2 львов рельефа львиных ворот в Микенах).